# نيكيز أوغست ديفو
نيكيز أوغست ديفو (بالفرنسية: Nicaise Augustin Desvaux)‏ (و. 1784 – 1856 م) هو عالم نبات من فرنسا. ولد في بواتييه.، وتوفي في أنجيه.